# Musée de la mine et des traditions populaires d'Escaudain
Le musée de la Mine et des Traditions populaires est un musée ethnographique inauguré en 1978,  situé à Escaudain, dans le département du Nord, en France.

## Historique
Le musée a été créé par André Lebon qui en fut le conservateur pendant 25 ans. Ouvert en 1978, le musée de la Mine et des Traditions populaires d'Escaudain situé dans l'ancienne mairie, présente sur une surface de 300 m2 divers objets, maquettes, costumes et archives, liés à la vie locale et vous plonge dans l'atmosphère du début du XXe siècle. L'industrie de la mine et les métiers d'autrefois sont particulièrement illustrés par de nombreux outils d'époque.

## Collections
- Pièces de paléontologie et d'archéologie (paléolithique et néolithique).
- Collection d'histoire industrielle (maquettes de carreau de mine et de haut-fourneau, costume de fondeur, objets liés à la mine…)
- Collections d'histoire locale : objets liés aux associations, aux archers, documents iconographiques, photographiques.
- Importante collection de vêtements de confection illustrant l'évolution de la mode de 1900 à 1950.
- Collections d'artisanat, d'art et de traditions populaires (reconstitutions de salle de classe, d'intérieur 1900, d'estaminet avec son piano mécanique), outils des divers métiers artisanaux traditionnels (menuisier, forgeron…), et quelques outils et machines agricoles.
- Quelques peintures se rattachant à l'histoire de la révolution industrielle.

Collections du musée
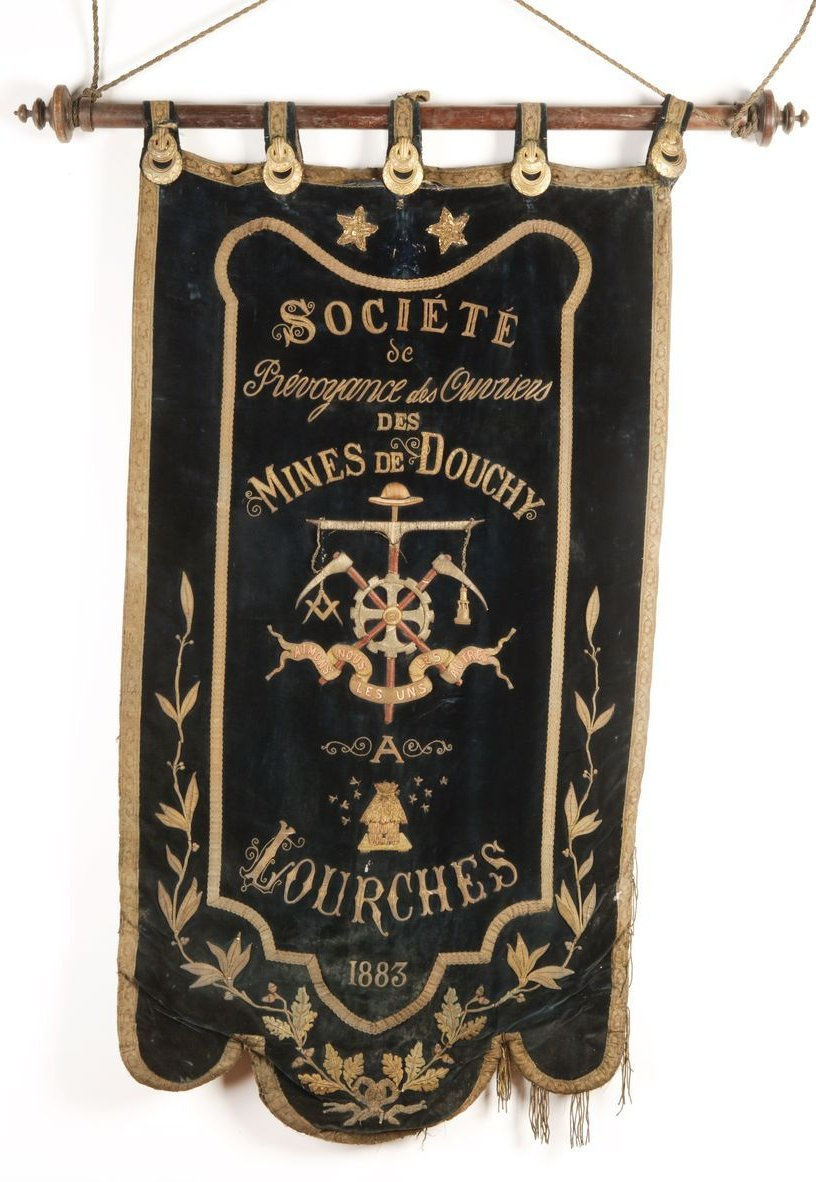
Bannière de la Société de prévoyance des ouvriers des mines de Douchy (1883).
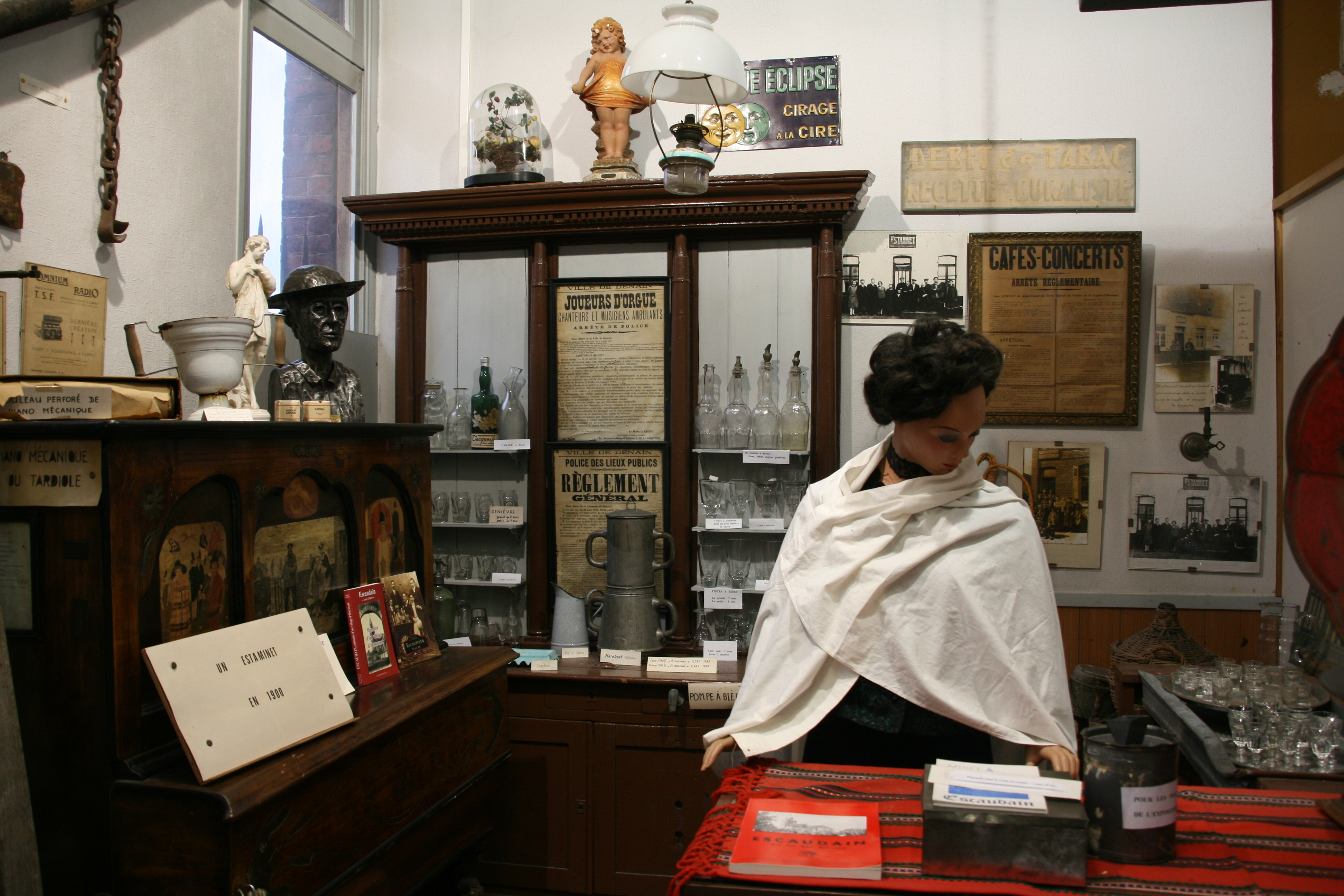
Salle de l'estamine.
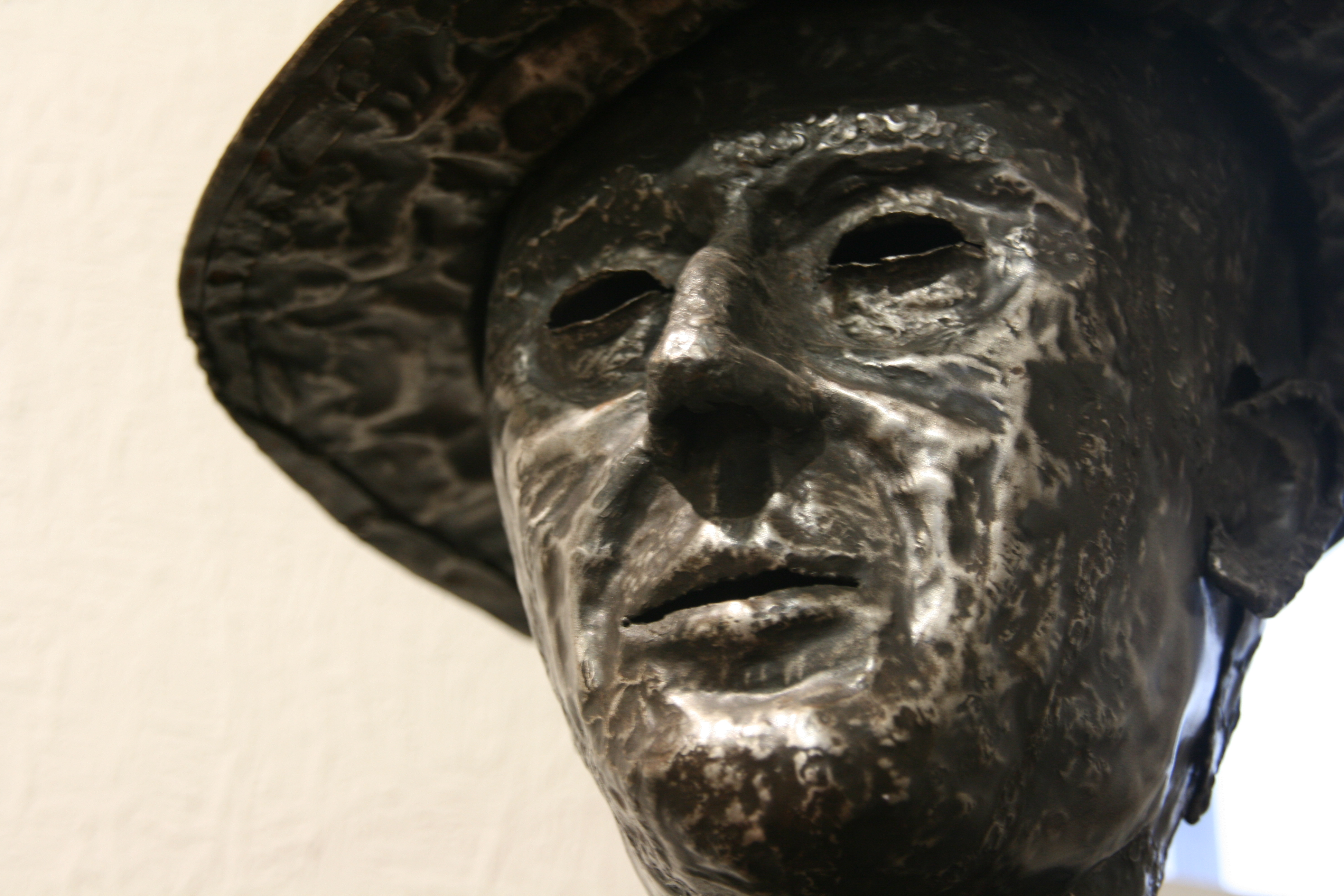
Le mineur.
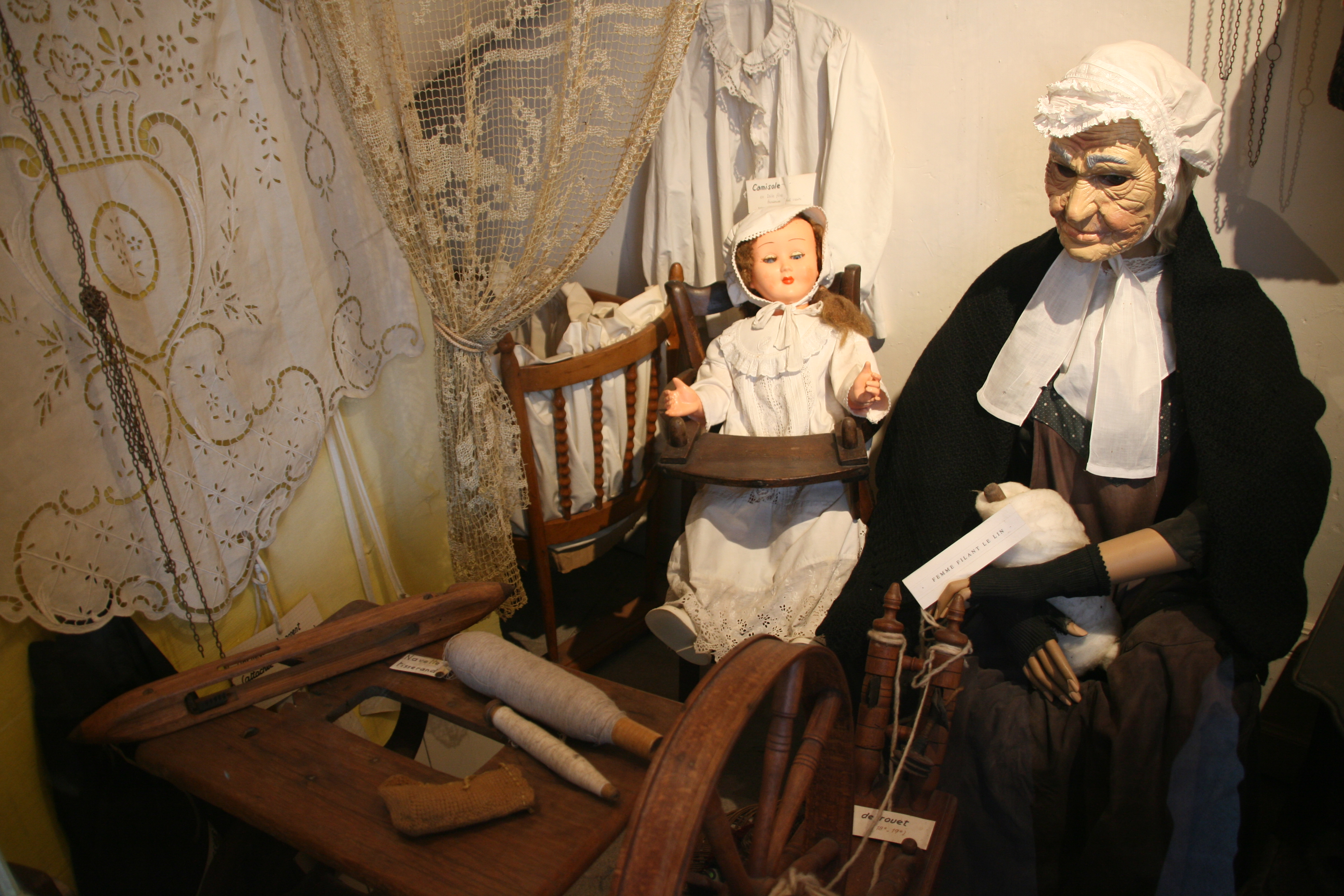
La dentellière.
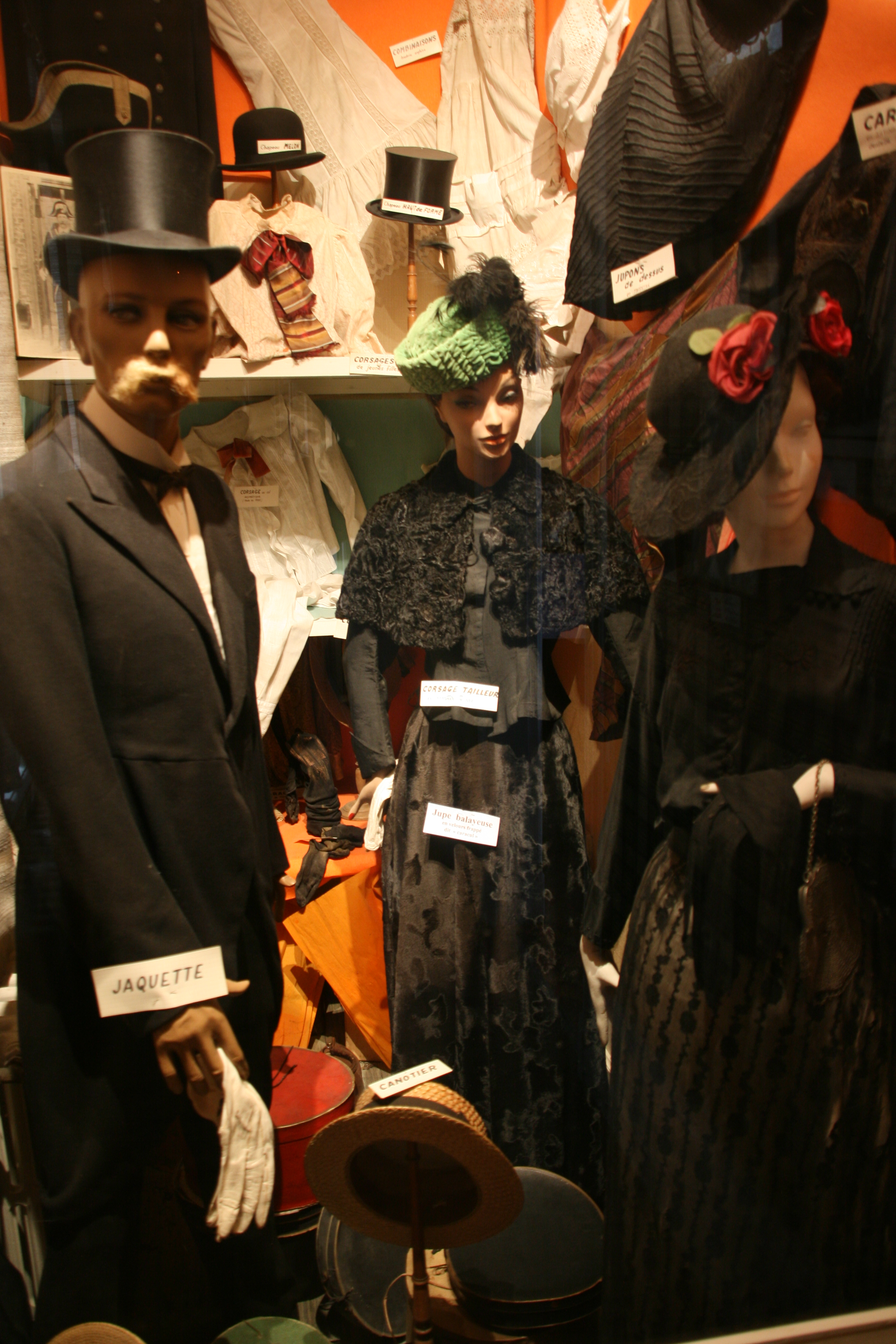
Costumes (1900).
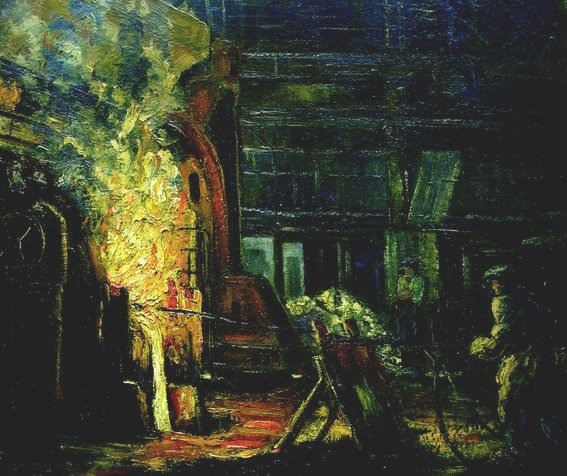
La coulée.
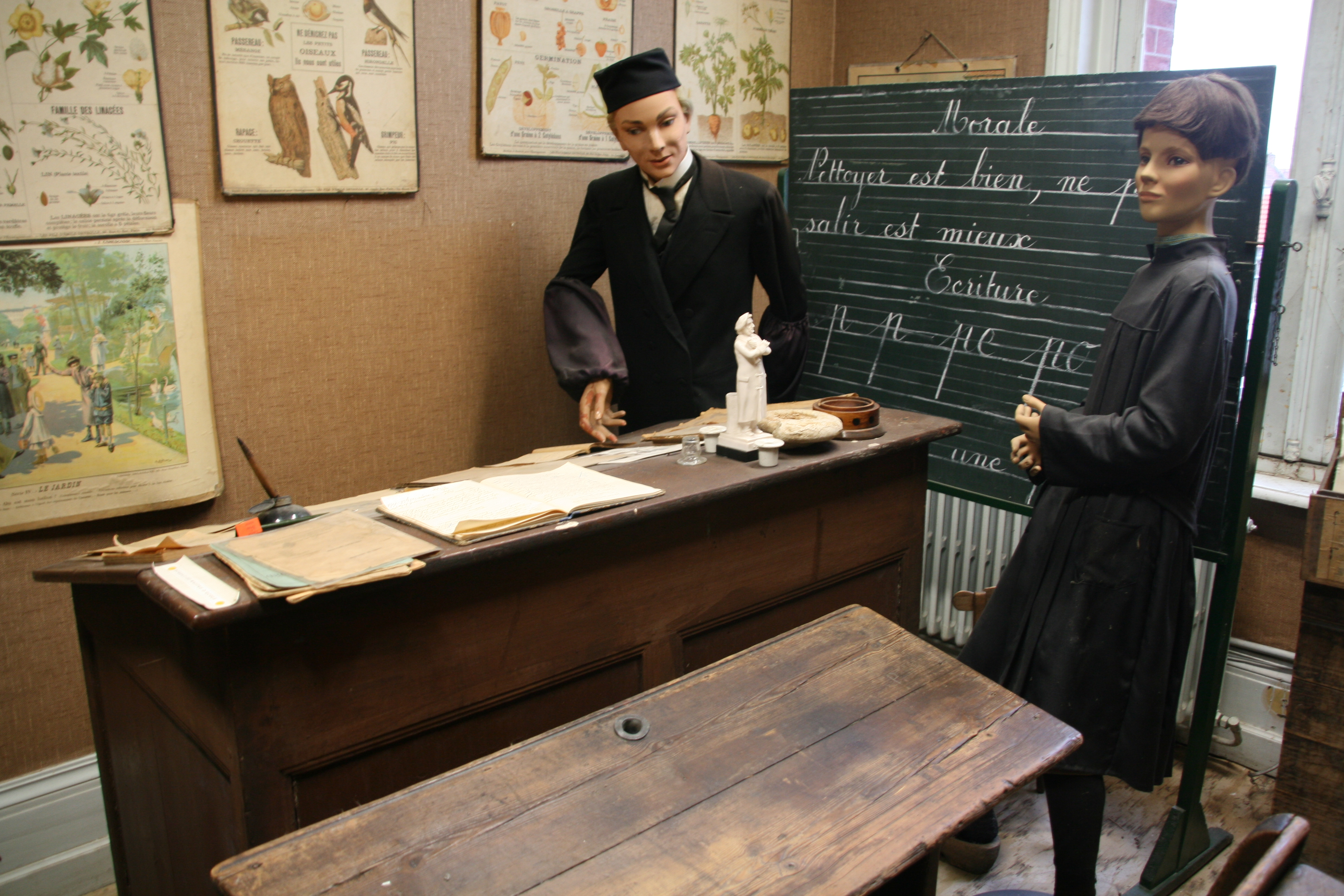
Salle de classe.